# Namibia flyafrica
Namibia flyafrica (auch FlyAfrica Namibia) war eine namibische Billigfluggesellschaft mit Sitz in Windhoek und Basis auf dem Hosea Kutako International Airport. Sie war eine virtuelle Fluggesellschaft und ein Tochterunternehmen der Flyafrica. Der Betrieb wurde im November 2015 aufgrund „eklatanter Mängel“ bis auf Weiteres eingestellt. Am 16. Dezember 2015 verkündete Nomad Aviation, als namibischer Partner der Flyafrica, in einer Zeitungsanzeige das Ende der Zusammenarbeit.

## Geschichte
Am 25. Februar 2015 wurde die Aufnahme der namibischen Strecken von Anfang März auf frühestens Anfang April aufgrund fehlender Lizenzen verschoben. Mitte März 2015 wurde bekannt gegeben, dass alle Lizenzen seit November 2014 vorliegen würden, jedoch massiv von dritter Seite gegen den Markteintritt gearbeitet würde. Mitte Mai 2015 wurde die endgültige Ausstellung aller nötigen Lizenzen bekanntgegeben und die Aufnahme des Flugbetriebes angekündigt.
Der Erstflug fand am 2. September 2015 zwischen Windhoek und Johannesburg statt. Ein namibischer Gerichtsentscheid nur zwei Tage später führte jedoch zur – vorübergehenden – Einstellung der Route. Nach dem 15. September 2015 bediente Flyafrica gemäß Gerichtsentscheid den Lanseria International Airport nahe Johannesburg von Windhoek aus.
Die Gründung einer Tochtergesellschaft für nationale Flüge in Namibia wurde im August 2015 bekanntgegeben.
Die Fluggesellschaft wurde in Partnerschaft mit Nomad Aviation betrieben und flog unter deren Lizenz.

## Flugziele
Namibia flyafrica bediente ab Windhoek den Lanseria International Airport bei Johannesburg. Die Frequenz sollte auf fünf Flüge pro Woche ab dem 16. November 2015 erhöht werden. Zudem wurde Kapstadt seit dem 2. November 2015 drei Mal pro Woche bedient.

## Flotte
Die Fluggesellschaft leaste zunächst bis zu drei Maschinen von Zimbabwe flyafrica, bis die eigenen Maschinen ausgeliefert hätte werden sollten.